# Textur (Computergrafik)
In der Computergrafik verwendet man eine Textur als „Überzug“ für 3D-Modelle. Damit soll deren Detailgrad erhöht werden, ohne dabei jedoch den Detailgrad der Geometrie zu erhöhen.
Eine Textur bezeichnet ein Bild, das auf der Oberfläche eines virtuellen Körpers dargestellt wird, um die Oberflächeneigenschaften wie Farbe, Rauheit, Normale und andere zu verändern. Bei dieser Abbildung handelt es sich um Texture Mapping. Ein Pixel der Textur wird als „Texel“ bezeichnet.
Der Vorteil der Verwendung von Texturen gegenüber der Verwendung eines detaillierteren Modells liegt darin, dass die Darstellung oft schneller ist und Speicherplatz eingespart werden kann. Nachteilig ist, dass Texturen nur die visuelle Erscheinung verändern, nicht jedoch die Geometrie, außer bei Verwendung von Displacement Maps.
Texturen können zusammen mit einem sogenannten Shader, der Materialeigenschaften abbilden kann, praktisch jede Eigenschaft einer Oberfläche gezielt verändern.
Im Leveldesign der Computerspielegrafik werden kachelbare Texturen namens Pattern-Texturen eingesetzt. Diese können nahtlos aneinander angefügt werden, um realistische Wände und andere Objekte zu schaffen, ohne dass ein erkennbarer Übergang zwischen den einzelnen Texturen besteht.
Es ist wichtig zu beachten, dass Texturen Modelle nicht generell ersetzen können. Texturen können jedoch dazu beitragen, Oberflächen realistischer und detaillierter aussehen zu lassen, ohne dass jedes Detail modelliert werden muss. Es ist auch wichtig zu beachten, dass die Erstellung von Texturen in der Regel unter das Urheberrecht fällt, da es sich um ein kreatives Werk handelt. Der Zusammenhang zwischen der Erstellung von Texturen und dem Urheberrecht sollte also nicht ignoriert werden.

## Beispiele

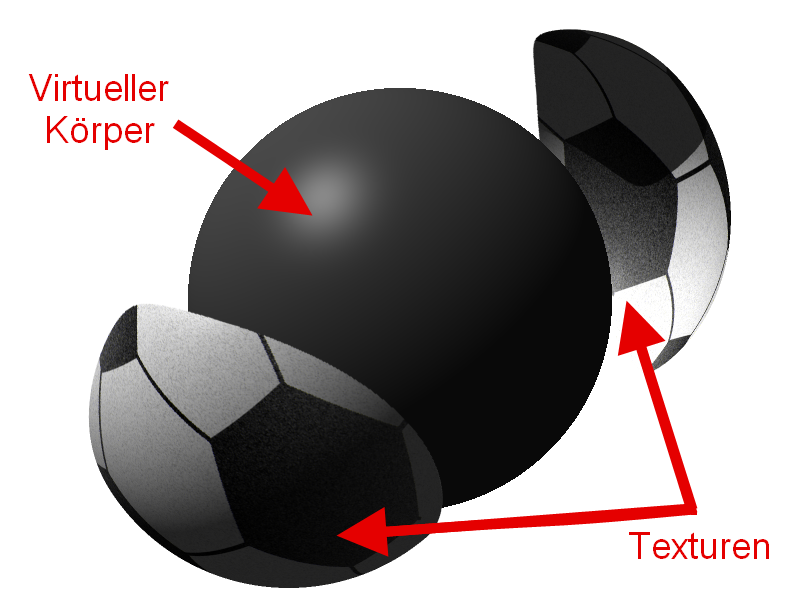
Ein Beispiel für Texturen
Beispiel für eine Pattern-Textur
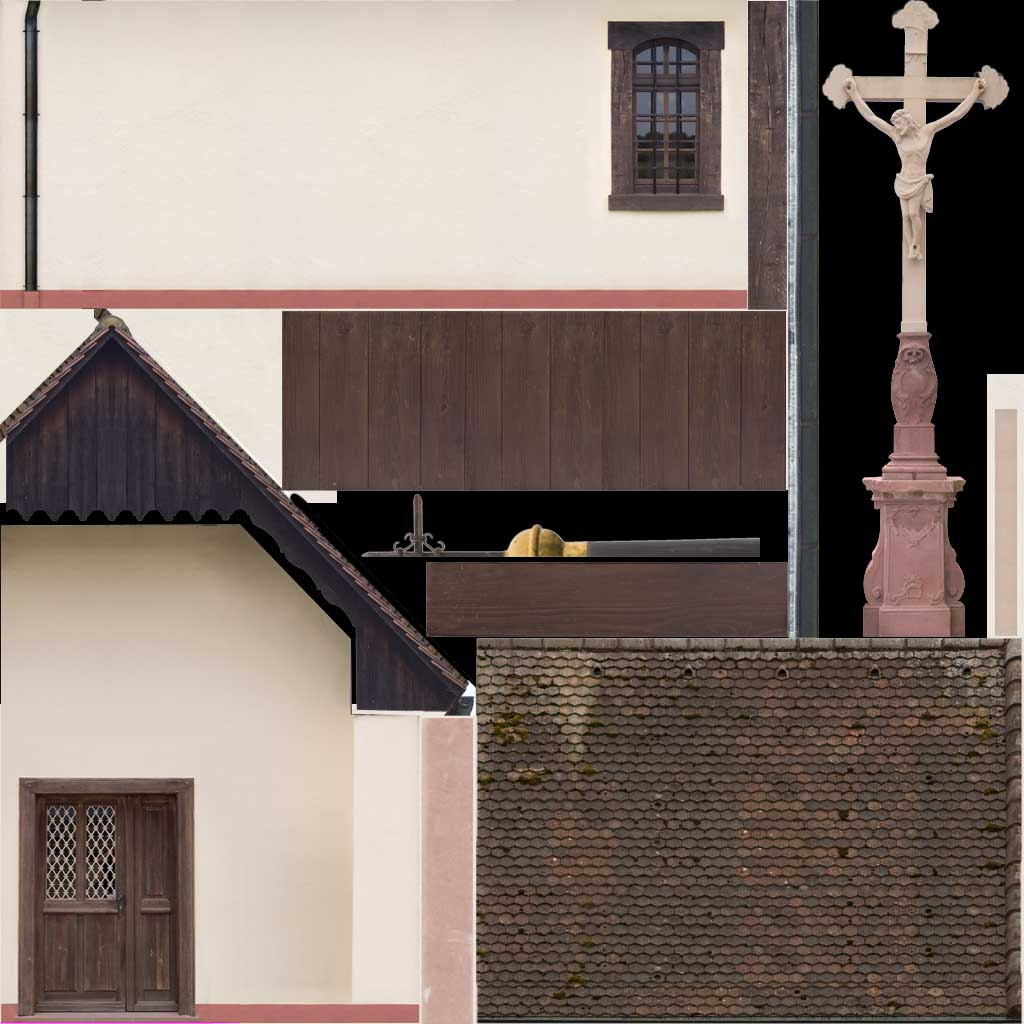
Beispiel für eine Texturmap eines Gebäudemodells
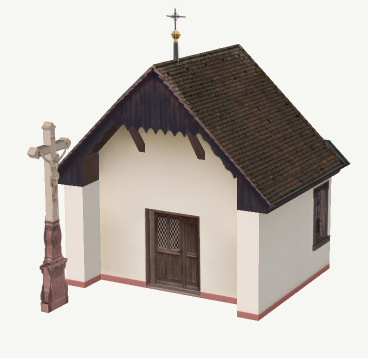
3D-Modell mit darauf gelegter Textur
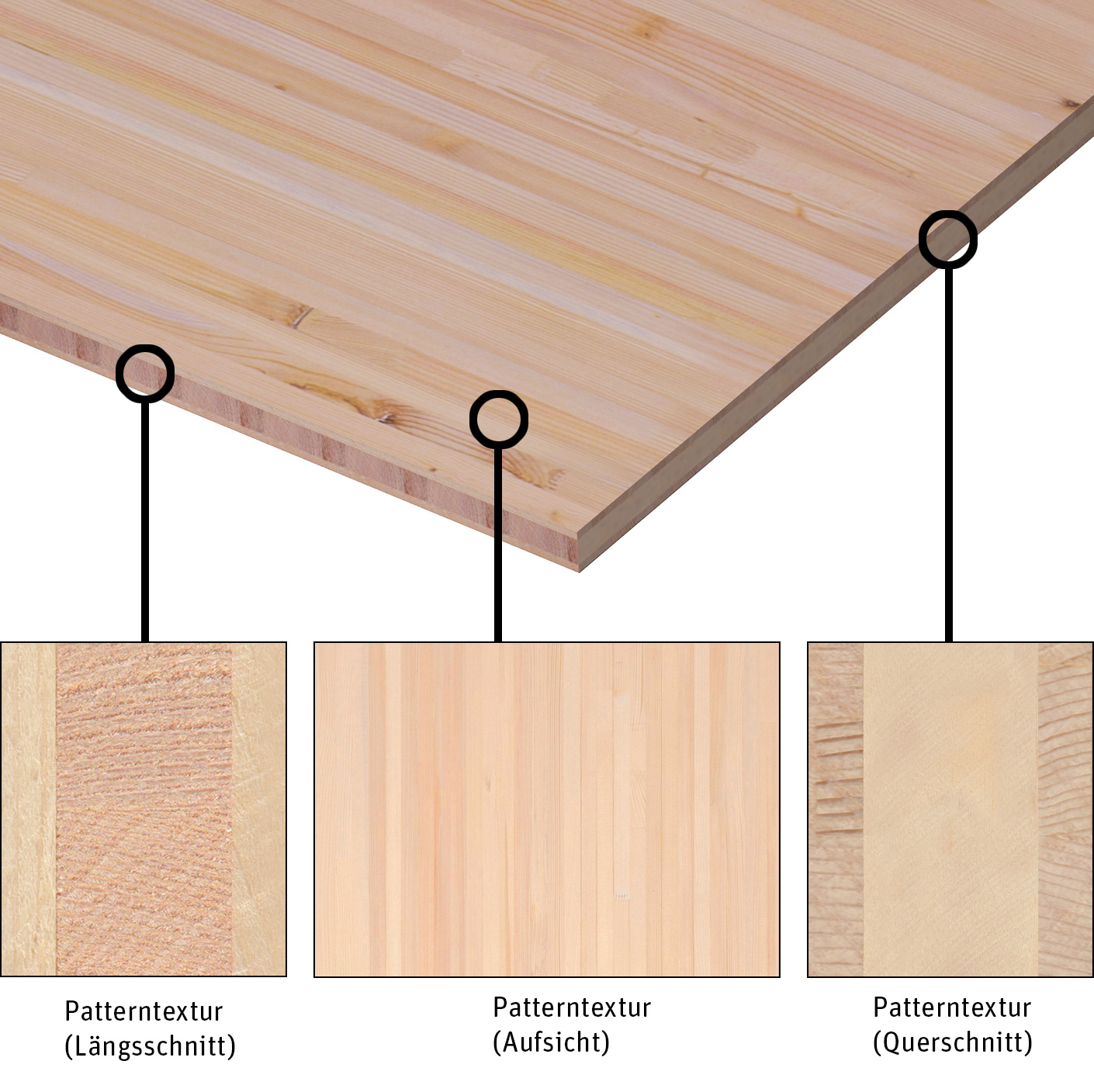
Funktionsweise einer informierten 3D-Textur mit Aufsicht, Längs- und Querschnitt